# La più bella sei tu
La più bella sei tu è stato un programma televisivo italiano andato in onda su Telemontecarlo in prima serata dal 23 luglio 1991 al 29 dicembre 1992 per tre edizioni, con la conduzione di Luciano Rispoli e Laura Lattuada.

## La trasmissione
Il format è stato ideato da Emmanuele Milano, all'epoca direttore di Telemontecarlo, mentre gli autori erano Luciano Rispoli ed Enrico Vaime. Faceva parte del cast fisso anche Rita Forte, esordiente al Festival di Sanremo di quello stesso anno e scelta appositamente da Rispoli per curare la parte musicale della trasmissione, avviando così la sua carriera televisiva. La prima edizione è stata trasmessa il mercoledì in prima serata. Ospite fisso era Giucas Casella, che in ogni puntata provava a indovinare il vincitore della serata, decretato dal pubblico a casa attraverso il televoto.

### Prima edizione
La prima edizione del programma è stata trasmessa dal 23 luglio 1991 il mercoledì in prima serata e prevedeva una sfida tra i 120 brani finalisti al Festival di Sanremo nei dieci anni precedenti, riproponendo in ogni puntata l'atmosfera di ogni finale dal 1982 al 1991. Ambientato in una scenografia (realizzata da Antonella Luberti) che ricordava una terrazza estiva con tanto di fontana e luna sul cielo notturno sullo sfondo, il conduttore introduceva i principali artisti partecipanti alla kermesse canora nelle dieci edizioni precedenti in un clima familiare facendoli sedere su un divano, intervistandoli e facendo rivedere loro le esibizioni proposte nello spettacolo organizzato dalla RAI (e del quale Telemontecarlo aveva acquistato i diritti per la ritrasmissione). Laura Lattuada, spalla e co-conduttrice della trasmissione, si aggirava per lo studio come una "padrona di casa", dando l'acqua ai vasi di fiori, offrendo cibo agli ospiti e preparando cocktail.

### Seconda edizione: "Sanremo contro tutti"
Da martedì 3 marzo 1992 è andata in onda una seconda edizione della trasmissione, avente come sottotitolo "Sanremo contro tutti", estendendo la gara ai più grandi successi del Festival fin dal 1962. In ogni puntata si sfidavano dodici brani (quattro per ogni decennio, ad esempio nella seconda puntata il 1963, 1973 e 1983) riproposti dai rispettivi interpreti come Tony Renis, Donatella Rettore o Nicola Di Bari. La trasmissione è terminata il 26 maggio, dopo tredici puntate, decretando la vittoria di Pensieri e parole di Lucio Battisti.

### Terza edizione: "Italia contro resto del mondo"
Nell'autunno seguente è stata realizzata una terza edizione della trasmissione, andata in onda nuovamente il martedì in prima serata, sottotitolata "Italia contro resto del mondo", che in ogni puntata vedeva protagonisti dodici brani e i relativi interpreti equamente divisi, sei in lingua italiana e sei in lingua straniera.
Terminata il 29 dicembre 1992, la terza edizione ha decretato come canzone vincitrice Imagine di John Lennon.

### Accoglienza e successo
Il programma ha ottenuto un buon successo di pubblico nelle sue tre edizioni, ottenendo anche un buon riscontro da parte della critica che la considerava gradevole poiché proponeva in ogni sua gara delle belle canzoni; in particolar modo ebbe buone recensioni lo stesso Luciano Rispoli, che venne considerato più ironico e distaccato e meno stucchevole rispetto alle sue precedenti esperienze televisive.